# HD 73171
HD 73171，又名BD+53 1272，SAO 26946、HR 3408，是一颗恒星，视星等为5.91，位于銀經165.75，銀緯37.39，其B1900.0坐标为赤經8h 31m 53.1s，赤緯+53° 37.39′ 43″。